# أنجيلكا فريتاس
أنجيلكا فريتاس (بالبرتغالية: Angélica Freitas‏) هي مترجمة وصحفية ومؤلفة وكاتِبة وشاعرة برازيلية، ولدت في 8 أبريل 1973 في بيلوتاس في البرازيل.